# 第18装甲旅団 (ドイツ連邦陸軍)
第18装甲旅団「ホルシュタイン」（だい18そうこうりょだん、ドイツ語：Panzerbrigade 18, "Holstein"）は、ドイツ連邦陸軍の旅団の一つ。当初は第6装甲擲弾兵師団隷下、引き続いて第14装甲擲弾兵師団隷下にあって、旅団司令部はボオシュテットに置き、旅団隷下部隊はシュレースヴィヒ＝ホルシュタイン州に駐屯していた。

## 歴史

### 第1次編制
1956年7月1日にノイミュンスターにてB1戦闘群が編成される。当初の戦闘群の編成は以下のとおりであった。
- 第31擲弾兵大隊
- 第46擲弾兵大隊
- 第3駆逐戦車大隊
- 第13戦車大隊

1958年4月1日にB6戦闘群に改称され、その後戦闘群は1958年8月にハンブルクからノイミュンスターとボオシュテットに移駐する。

### 第2次編制
1959年1月に戦闘群本部中隊が稼働する。この本部中隊の半分が第18旅団の司令部中隊と成る。残りの部隊は第17旅団の司令部中隊としてハンブルクに移駐する。1959年3月16日にB6戦闘群は第18装甲旅団に改編され、第6装甲擲弾兵師団隷下となる。旅団編成時の隷下部隊は以下のとおり。
- 旅団司令部中隊
- 第182装甲擲弾兵大隊　在バート・ゼーゲベルク（元第46擲弾兵大隊）
- 第183戦車大隊　在ボオシュテット（元第13戦車大隊）
- 第184戦車大隊　在ノイミュンスター（元第3駆逐戦車大隊）
- 第185装甲砲兵大隊　在ボオシュテット
- 第186補給大隊　在ノイミュンスター（1959年4月1日編成）
- 第180装甲偵察中隊　（1958年9月16日にリンゲンにて編成、1959年1月7日にシュトランデのアルトビュルクに移駐、そして同年8月にブライテンブルクへ移駐、1961年10月1日に統合により第3次再編成 / 第180装甲偵察小隊に改編）
- 第180装甲工兵中隊　（1959年3月1日にプレーンにて編成、第6工兵大隊第3中隊の再編成による）
- 第180防空中隊　（1961年に9月16日にシュレースヴィヒにて編成、1962年1月2日にリュティエンブルクへ移駐、1967年2月1日に第61防空教育中隊に改編し陸軍防空学校の一部となるが、1971年に再び旅団隷下に復帰する）
- 第180特殊武器防護中隊（1967年10月1日に第6特殊武器防護中隊を基に編成され1972年4月1日まで隷下にあった）

1962年にドイツ北部での大洪水で初めて出動する。

### 第3次編制
1972年に第186補給大隊は解隊され、これによりボオシュテットでは第180整備中隊（旧第186補給大隊第3中隊）と第180補給中隊（旧第186補給大隊第4中隊）が新編されノイミュンスターに駐屯する。1976年10月1日には更に第6整備教育中隊が隷属する。1977年時点での旅団隷下部隊は以下のとおり。
- 司令部中隊　在ノイミュンスター
- 第182装甲擲弾兵大隊
- 第183戦車大隊
- 第184戦車大隊
- 第185装甲砲兵大隊
- 第180補給中隊　在ノイミュンスター
- 第180整備中隊　在ボオシュテット
- 第180駆逐戦車中隊　在リューベック
- 第180装甲偵察小隊　在ノイミュンスター

### 第4次編制
1981年4月1日に第181戦車大隊と第67猟兵大隊が編成される。猟兵大隊は緊迫事態に動員される予備役兵を主体として非現役部隊であった。1980年に第17装甲擲弾兵旅団隷下の旧第170駆逐戦車中隊が編入し第180駆逐戦車中隊に改編される。陸軍第4次編制での旅団隷下部隊は以下のとおりであった。
- 司令部中隊　在ノイミュンスター、ジック兵営
- 第181戦車大隊　在ノイミュンスター、ジック兵営（第182、第183および第184大隊の戦闘中隊も駐屯）
- 第182装甲擲弾兵大隊　在バート・ゼーゲベルク、レットウ・フォルベック兵営
- 第183戦車大隊　在ボオシュテット、ランツァウ兵営
- 第184戦車大隊　在ボオシュテット、ランツァウ兵営
- 第185装甲砲兵大隊　在ボオシュテット、ランツァウ兵営
- 第65野戦予備大隊　在ノイミュンスター
- 第67猟兵大隊　在ブライテンブルク＝ノルドエ
- 第180補給中隊　在ボオシュテット、ランツァウ兵営
- 第180整備中隊　在ボオシュテット、ランツァウ兵営
- 第180装甲工兵中隊　在リューベック
- 第180駆逐戦車中隊　在バート・ゼーゲベルク、レットウ・フォルベック兵営

1988年4月18日に愛称「ホルシュタイン」が与えられる。

### 第5次編制
陸軍第5次編制で旅団は現役構成機械化旅団に再編成される。1992年に第184戦車大隊は非現役部隊に指定され第183戦車大隊の隷下となる。大隊の保有装備はボオシュテットのランツァウ兵営で保管された。ただし1991年内には第181戦車大隊の各中隊が解隊される。1992年1月30日に第67猟兵大隊が、1992年3月には第181戦車大隊が解隊する。第172装甲擲弾兵大隊（元第17装甲擲弾兵旅団隷下）は第171装甲擲弾兵大隊の一部を含んでリューベックからバート・ゼーゲベルクに移駐する。第171と第172装甲擲弾兵大隊は1992年10月1日に第18旅団隷下非現役部隊として第182装甲擲弾兵大隊隷下として編入される。1990年から1997年までの間に隷下にあった（一時的なものも含む）部隊は以下のとおり。
- 第181戦車大隊
- 第182装甲擲弾兵大隊
- 第183戦車大隊
- 第184戦車大隊
- 第185装甲砲兵大隊
- 第65野戦予備大隊
- 第67猟兵大隊
- 第180駆逐戦車中隊
- 第180補給中隊
- 第180整備中隊
- StDst/MKF 2/6教育中隊

1997年に第6装甲擲弾兵師団が解隊され第14装甲擲弾兵師団「ハンザ」隷下に編成替えされる。1997年時点の旅団隷下部隊は以下のとおりであった。
- 拠点衛生センター
- 操縦教育センター
- 第180野戦予備大隊
- 第182装甲擲弾兵大隊
- 第183戦車大隊
- 第184戦車大隊
- 第515装甲砲兵大隊
- 第510装甲工兵中隊

1997年のオーデル川の洪水で出動する。2000年から2001年にかけて旅団の部隊ははボスニア・ヘルツェゴビナでの平和安定化部隊（SFOR）に派遣される。2002年にはエルベ川の洪水で出動する。2003年に旅団司令部はノイミュンスターからボオシュテットに移駐する。2003年から2004年にかけて欧州連合部隊ORF大隊としてコソボに派遣され、アフガニスタンの国際治安支援部隊（ISAF）にも2004年内のみ派遣される。2006年に第10次ISAF派遣隊に割り当てられ、さらにORF部隊としてバルカン諸国で活動する。2006年にボオシュテットの第183戦車大隊とケリングフーゼンの第510駆逐戦車中隊が解隊する。2008年末には旅団と隷下大隊は分割・解隊される。退役整列点呼は2008年6月19日に後援都市ノイミュンスターで執り行なわれた。約700人の将兵が2008年末の旅団解隊まで引継ぎ業務に従事した。旅団の愛称「ホルシュタイン」はオイティーンの第6偵察大隊が引継いだ。
解隊直前まで旅団隷下部隊は2007年から2008年までの第18次KFOR派遣隊と第9次EUFOR派遣隊に出動していた。旅団最終期の隷下部隊は以下のとおりであった。
- 旅団司令部中隊　在ボオシュテット
- 第515装甲砲兵大隊　在ケリングフーゼン
- 第182装甲擲弾兵大隊　在バート・ゼーゲベルク

## 歴代旅団長
| 代 | 氏名                                                                 | 着任          | 離任           |
| -- | -------------------------------------------------------------------- | ------------- | -------------- |
| 1  | エックハルト・ライヒェル陸軍大佐 Eckart Reichel                      | 1958年4月1日  | 1959年1月31日  |
| 2  | ヴォルフ＝フーベルトゥス・シャビッツ陸軍中佐 Wolf-Hubertus Schlabitz | 1959年2月1日  | 1959年3月31日  |
| 3  | ヴィルヘルム・フォス陸軍大佐 Wilhelm Voss                            | 1959年4月1日  | 1961年6月30日  |
| 4  | ヘルマン・メルツォウ陸軍大佐 Hermann Miltzow                         | 1961年7月1日  | 1964年3月31日  |
| 5  | オットマール・ベルケ陸軍大佐 Ottomar Berke                           | 1964年4月1日  | 1968年3月31日  |
| 6  | ハンス・ミット陸軍大佐 Hans Mitto                                    | 1968年4月1日  | 1970年3月31日  |
| 7  | ハインツ・フィーレッツ陸軍准将 Heinz Fielitz                         | 1970年4月1日  | 1974年9月24日  |
| 8  | エルヴィン・ヘンシェル陸軍准将 Erwin Hentschel                       | 1974年9月25日 | 1980年9月23日  |
| 9  | ハルトムート・シュミット＝ペトリ陸軍大佐 Hartmut Schmidt-Petri       | 1980年9月24日 | 1983年3月31日  |
| 10 | ディーター・トッペ陸軍准将 Dieter Toppe                              | 1983年4月1日  | 1985年8月29日  |
| 11 | エーレンフリート・ベーゲ陸軍准将 Ehrenfried Boege                    | 1985年8月30日 | 1992年9月30日  |
| 12 | ハンス＝ゲオルク・アンツィガー陸軍大佐 Hans-Georg Atzinger           | 1992年10月1日 | 1995年9月30日  |
| 13 | クリスチャン・トル陸軍大佐 de:Christian Trull                        | 1995年10月1日 | 1999年         |
| 14 | ベルント・キースアイヤー陸軍大佐 Bernd Kiesheyer                     | 2000年        | 2003年         |
| 15 | ライナー・コルフ陸軍准将 de:Rainer Korff                             | 2003年        | 2005年4月30日  |
| 16 | クリストフ・ムンツリンガー陸軍准将 Christof Munzlinger               | 2005年5月1日  | 2008年1月10日  |
| 17 | ゲオルク・メーカー陸軍大佐 Georg Maeker                              | 2005年1月11日 | 2008年12月31日 |